# Колетт Бессон
Коле́тт Анріє́тт Бессо́н (фр. Colette Henriette Besson; нар. 7 квітня 1946 — пом. 9 серпня 2005) — французька легкоатлетка, яка спеціалізувалася в бігу на короткі та середні дистанції.

## Із життєпису
Олімпійська чемпіонка з бігу на 400 метрів (1968).
На наступних Іграх-1972 не змогла захистити олімпійський титул на 400-метрівці, зупинившись на чвертьфінальній стадії, проте посіла високе 4 місце у складі французької збірної в естафеті 4×400 метрів.
Багаторазова чемпіонка та призерка європейських континентальних першостей.
Екс-рекордсменка світу в естафеті 4×400 метрів.
Екс-рекордсменка Європи з бігу на 400 метрів та в естафеті 4×400 метрів.
Після завершення спортивної кар'єри у 1977 працювала вчителем з фізичного виховання.

## Основні міжнародні виступи
| Рік  | Змагання                      | Місто             | Місце | Дисципліна |
| ---- | ----------------------------- | ----------------- | ----- | ---------- |
| 1968 | Олімпійські ігри              | Мехіко            | 1     | 400 м      |
| 1969 | Європейські ігри в приміщенні | Белград           | 1     | 400 м      |
| 1969 | 1                             | 4×195 м           |       |            |
| 1969 | Чемпіонат Європи              | Афіни             | 2     | 400 м      |
| 1969 | 2                             | 4×195 м           |       |            |
| 1970 | Чемпіонат Європи в приміщенні | Відень            | 3     | 400 м      |
| 1970 | 1                             | 200+400+600+800 м |       |            |
| 1971 | Чемпіонат Європи в приміщенні | Софія             | 4     | 800 м      |
| 1971 | Чемпіонат Європи              | Гельсінкі         | 7     | 400 м      |
| 1971 | DNF                           | 4×400 м           |       |            |
| 1972 | Чемпіонат Європи в приміщенні | Гренобль          | 4     | 400 м      |
| 1972 | 3                             | 4×360 м           |       |            |
| 1972 | Олімпійські ігри              | Мюнхен            | 2чф5  | 400 м      |
| 1972 | 4                             | 4×400 м           |       |            |
| 1973 | Чемпіонат Європи в приміщенні | Роттердам         | 6     | 800 м      |
| 1973 | 2                             | 4×360 м           |       |            |
| 1975 | Чемпіонат Європи в приміщенні | Катовиці          | 5     | 800 м      |
| 1977 | Чемпіонат Європи в приміщенні | Сан-Себастьян     | 2заб5 | 800 м      |